# Ghiselin Danckerts
Ghiselin Danckerts   (Tholen, 1510 (Gregorià) - Roma, 1565 (Gregorià)) fou un músic neerlandès de mitjan segle xvi. Va pertànyer a la capella pontifical per espai d'uns vint anys i es distingí com a notable contrapuntista. Deixà un tractat sobre els gèneres de la música antiga, dues col·leccions de madrigals (Venècia, 1559), motets i un cànon, el qual és un verdader curs de contrapunt.